# Canton de Saint-Paul-1
Le canton de Saint-Paul-1 est une circonscription électorale française de l'île de La Réunion, département et région d'outre-mer français de l'océan Indien.

## Histoire
Le canton a été créé par la loi no 49-1102 du 2 août 1949.
Il a été modifié par le décret du 28 février 1991 créant les cantons de Saint-Paul-4 et Saint-Paul-5.
Un nouveau découpage territorial de la Réunion entre en vigueur à l'occasion des premières élections départementales suivant le décret du 21 février 2014. Les conseillers départementaux sont, à compter de ces élections, élus au scrutin majoritaire binominal mixte. Les électeurs de chaque canton élisent au Conseil départemental, nouvelle appellation du Conseil général, deux membres de sexe différent, qui se présentent en binôme de candidats. Les conseillers départementaux sont élus pour 6 ans au scrutin binominal majoritaire à deux tours, l'accès au second tour nécessitant 12,5 % des inscrits au 1er tour. En outre, la totalité des conseillers départementaux est renouvelée. Ce nouveau mode de scrutin nécessite un redécoupage des cantons dont le nombre est divisé par deux avec arrondi à l'unité impaire supérieure si ce nombre n'est pas entier impair, assorti de conditions de seuils minimaux. À la Réunion, le nombre de cantons passe ainsi de 49 à 25.
Le canton de Saint-Paul-1 est redécoupé par ce décret. Il est entièrement inclus dans l'arrondissement de Saint-Paul. Le bureau centralisateur est situé à Saint-Paul.

## Représentation

### Représentation avant 1949
| Période                                  | Période | Identité                    | Étiquette | Qualité                                         |
| ---------------------------------------- | ------- | --------------------------- | --------- | ----------------------------------------------- |
| 1931                                     | 1937    | Gabriel Martin              |           | Maire de Saint-Paul (1929-1937)                 |
| 1931                                     | 1937    | Vincent Boyer de La Giroday |           | Maire de Sainte-Marie (1908-1942)               |
| 1931                                     | 1937    | Frédéric Payet              |           | Maire de Saint-Paul (1925-1929)                 |
| 1931                                     | 1937    | Augustin Lucas              |           |                                                 |
| 1931                                     | 1937    | René Michel                 |           |                                                 |
| 1931                                     | 1937    | Georges Ratinaud            |           | Maire de La Possession (1919-1941 et 1945-1947) |
| Les données manquantes sont à compléter. |         |                             |           |                                                 |

### Représentation de 1949 à 2015
| Période                                  | Période | Identité                   | Étiquette    | Qualité                                                                                           |
| ---------------------------------------- | ------- | -------------------------- | ------------ | ------------------------------------------------------------------------------------------------- |
| 1949                                     | 1955    |                            |              |                                                                                                   |
| 1955                                     | 1967    | M. Wolff                   | DVD puis UNR |                                                                                                   |
| 1967                                     | 1973    | Bruny Payet                | PCR          | Ancien secrétaire général de la mairie de Saint-André                                             |
| 1973                                     | 1979    | Paul Bénard                | UDF          | Pharmacien Suppléant du député Jean Fontaine Sénateur (1983-1987) Maire de Saint-Paul (1965-1987) |
| 1979                                     | 1992    | Christophe Alexis Kichenin | DVD          | Médecin généraliste Adjoint au maire de Saint-Paul                                                |
| 1992                                     | 1994    | Cassam Moussa              | RPR          | Retraité de l'enseignement Maire de Saint-Paul (1987-1994)                                        |
| 1994                                     | 2004    | Alain Bénard               | RPR          | Maire de Saint-Paul (1999-2008)                                                                   |
| 2004                                     | 2011    | Jean-Marc Bénard           | UMP          | Pharmacien Ancien premier adjoint au maire de Saint-Paul (1995-1996)                              |
| 2011                                     | 2015    | Gérald Incana              | PCR          | Président de la Fédération hospitalière de France-Océan Indien                                    |
| Les données manquantes sont à compléter. |         |                            |              |                                                                                                   |

### Représentation depuis 2015
| Période élective | Période élective | Mandat | Mandat   | Identité                | Nuance | Nuance | Qualité |
| ---------------- | ---------------- | ------ | -------- | ----------------------- | ------ | ------ | --- |
| 2015             | 2021             | 2015   | 2021     | Marie-Gertrude Carpanin |        | LR     | Professeur du secondaire Adjointe au maire de Saint-Paul Déclarée inéligible pour trois ans en septembre 2018 |
| 2015             | 2021             | 2015   | 2021     | Cyrille Melchior        |        | LR     | Attaché territorial Président du Conseil Départemental 2ème adjoint au maire de Saint-Paul                    |
| 2021             | 2028             | 2021   | en cours | Cyrille Melchior        |        | LR     | Conseiller sortant, Président du conseil départemental                                                        |
| 2021             | 2028             | 2021   | en cours | Adèle Odon              |        | DVD    | Infirmière à domicile, Saint-Paul                                                                             |

### Résultats détaillés

#### Élections de mars 2015
À l'issue du 1er tour des élections départementales de 2015, deux binômes sont en ballotage : Marie-Gertrude Carpanin et Cyrille Melchior (UMP, 50,06 %) et Patricia Aure et Erick Gangama (DVD, 15,16 %). Le taux de participation est de 44,81 % (11 140 votants sur 24 858 inscrits) contre 43,81 % au niveau départemental et 50,17 % au niveau national.
Au second tour, Marie-Gertrude Carpanin et Cyrille Melchior (UMP) sont élus avec 52,96 % des suffrages exprimés et un taux de participation de 50,35 % (6 697 voix pour 12 516 votants pour 24 858 inscrits).

#### Élections de juin 2021
Le premier tour des élections départementales de 2021 est marqué par un très faible taux de participation (33,26 % au niveau national). Dans le canton de Saint-Paul-1, ce taux de participation est de 38,1 % (10 171 votants sur 26 697 inscrits) contre 36,5 % au niveau départemental. À l'issue de ce premier tour, deux binômes sont en ballottage : Cyrille Melchior et Adèle Odon (Union à droite, 63,79 %) et Céline Charolais et Salim Nana- Ibrahim (Union à gauche, 27,67 %).

## Composition

### Composition avant 2015
Le canton de Saint-Paul-1 était constitué d'une partie de la commune de Saint-Paul.
Lors du redécoupage de 1991, il s'agissait de la portion du territoire de la commune délimitée par :
- Au Nord, la rivière des Galets jusqu'au pont de la R.N.1 ;
- À l'Est, la R.N.1 jusqu'au pont de la ravine La Forge, dit pont de l’Étang, la ravine La Forge jusqu'à la ligne de crête de la falaise du Tour des roches, la ligne de crête de la falaise jusqu'à la ravine Bernica ;
- Au Sud, la ligne de crête de la falaise au cap de la Marianne ;
- À l'Ouest, le littoral, du cap de la Marianne à l'embouchure de la rivière des Galets.

### Composition depuis 2015
| Nom                                | Code Insee | Intercommunalité               | Superficie (km2) | Population (dernière pop. légale)                 | Densité (hab./km2) | Modifier                                    |
| ---------------------------------- | ---------- | ------------------------------ | ---------------- | ------------------------------------------------- | ------------------ | ------------------------------------------- |
| Saint-Paul (bureau centralisateur) | 97415      | CA Territoire de la Côte Ouest | 241,28           | Fraction : 34 057 (2022) Commune : 106 220 (2022) | 440                | modifier les données · modifier les données |
| Canton de Saint-Paul-1             | 97417      |                                |                  | 34 057 (2022)                                     |                    | modifier les données                        |

Le canton comprend la partie de la commune de Saint-Paul située au nord d'une ligne définie par l'axe des voies et limites suivantes : depuis le littoral, segment de 1 151 mètres reliant les deux points de longitude et latitude respectives 318610,51/7675022,85 et 319761,25/7675010,37, rue Gabriel-Guist'hau (route départementale 6, direction Nord-Est), ligne de 1 222 mètres reliant les quatre points de longitude et latitude respectives 320440,80/7675094,40, 320586,03/7675021,43, 321559,46/7675001,97 et 321556,74/7675087, 36, chemin de la Poudrière (direction Nord-Est), chemin Crève-Cœur (section la plus orientale), segment de 275 mètres reliant les deux points de longitude et latitude respectives 321834,80/7675274,20 et 321998,93/7675494,47, cours d'eau Ravine-Divon (direction Nord-Ouest), chemin du Tour-des-Roches (direction Nord-Est), cours d'eau Ravine-Tête-Dure (direction Sud-Est), cours d'eau Ravine-Laforge (direction Sud-Ouest), ligne de 5 903 mètres reliant les quatre points de longitude et latitude respectives 331810,40/7670959,33, 331558,35/7672700,52, 332243,15/7673474,25 et 332694,94/7676550,43, jusqu'à la limite territoriale de la commune de La Possession.

## Démographie
En 2022, le canton comptait 34 057 habitants, en évolution de +2,7 % par rapport à 2016 (La Réunion : +3,33 %, France hors Mayotte : +2,11 %).
| 2013   | 2018   | 2022   |
| ------ | ------ | ------ |
| 33 301 | 33 080 | 34 057 |